# エキサメタジムテクネチウム (99mTc)
エキサメタジムテクネチウム (99mTc)（Technetium (99mTc) exametazime）は放射性医薬品で、放射線医学の医師が脳卒中やその他の脳血管疾患における局所脳血流の変化を検出するために使用される。また、腹腔内感染症や炎症性腸疾患の局所診断のための白血球の標識としても使用されている。エキサメタジム（テクネチウムを含まない部分）は、ヘキサメチルプロピレンアミンオキシム（hexamethylpropylene amine oxime、HMPAO）と呼ばれる事もあるが、正しい化学名は以下の通りである。
- (NE)-N-[(3R)-3-[[3-[[(2R,3E)-3-hydroxyiminobutan-2-yl]amino]-2,2-dimethylpropyl]amino]butan-2-ylidene]hydroxylamine

または
- 3,3'-((2,2,-dimethyl-1,3-propanediyl)diimino)bis-2-butanone dioxime.

## 化学的特徴

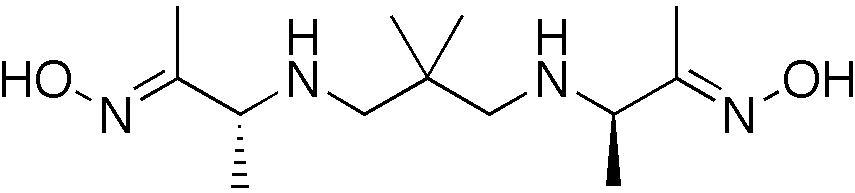
エキサメタジムのエナンチオマー型の1つ

エキサメタジムテクネチウム (99mTc) は中性かつ脂溶性の錯体であり、放射性同位元素であるテクネチウム99mとキレート剤のエキサメタジムが配合されている。エキサメタジムの両エナンチオマー型が使用されており、薬剤はラセミ体である。この構造の第3の立体異性体であるメソ型は含まれていない。

## 参考資料
1. ↑  “"Luxury perfusion" with 99mTc-HMPAO and 123I-IMP SPECT imaging during the subacute phase of stroke”. European Journal of Nuclear Medicine 16 (1):  17–22. (1990). doi:10.1007/BF01566007. PMID 2307169.
2. ↑  “Comparison of 99m technetium hexamethylpropylene-amine oxime labelled leucocyte with 111-indium tropolonate labelled granulocyte scanning and ultrasound in the diagnosis of intra-abdominal abscess”. Gut 37 (4):  557–64. (October 1995). doi:10.1136/gut.37.4.557. PMC 1382910. PMID 7489945.
3. ↑  “[Therapy and diagnosis of emergency shock patients]”. Nihon Naika Gakkai Zasshi. The Journal of the Japanese Society of Internal Medicine 80 (12):  1892–6. (December 1991). doi:10.2169/naika.80.1892. PMID 1804909.
4. ↑  “Exametazime”. PubChem.  National Institutes of Health. 2021年5月4日閲覧。
5. ↑  “セレブロテックキット 添付文書”. www.info.pmda.go.jp.   PMDA. 2021年5月3日閲覧。
6. ↑  “Monography in the European Pharmacopoeia”. 2021年5月4日閲覧。